# Chiesa di San Marco (San Giovanni Bianco)
La chiesa di San Marco è il luogo di culto cattolico in località Sentino nel comune di San Giovanni Bianco, alta Val Brembana, provincia e diocesi di Bergamo.

## Storia
Una datazione impressa sul portico ne farebbero risalire la costruzione al 1476 su un luogo di culto precedente, forse risalente all'XI secolo . Del XV secolo è anche l'affresco raffigurante la Madonna col Bambino, san Marco e san Sebastiano con offerente posto sulla facciata. Gli atti della visita pastorale di san Carlo Borromeo dell'autunno del 1575, darebbe la chiesa completa di quattro altari.
L'edificio fu oggetto di un completo rifacimento tra il XVIII e il XIX secolo, che portò alla perdita delle parti più antiche. La chiesa fu poi completamente restaurata con lavori di mantenimento nel XX secolo.

## Descrizione

### Esterno
La chiesa è preceduta da un piccolo sagrato in ciottolato delimitato da un muretto in pietra, così come la parte che precede la facciata stessa è sempre con pavimentazione in pietra e delimitata da due bassi muretti. La facciata a capanna dalle linee molto semplici, si presenta in pietra, delimitata da pietre di più ampia misura, e terminante con il tetto a due ampie falde a fare da copertura ai fedeli. 

Il portico con contorno in pietra è posto al centro e culmina con una nicchia dove è affrescato l'antico dipinto della Vergine con Bambino, santi e offerente risalente al XV secolo, opera di ignoto. Due aperture quadrate con contorno in pietra complete di inferriate sono poste lateralmente al portale mentre sulla parte superiore della facciata, vi sono due aperture molto strette. La parte culmina con un oculo sempre contornato da cornice in pietra. 

Sul lato destro della chiesa vi è un ampio ambulacro con copertura a unica falda, che termina con l'ingresso laterale dove è posto un bassorilievo in marmo bianco raffigurante un leone alato, simbolo della Serenissima.

### Interno
L'interno a navata unica è in stile barocco con la copertura da volta a botte. Finte colonne poste su due lati, la dividono in tre campate e sostengono la trabeazione che percorre tutta l'aula e la soffittatura. Tre aperture rettangolari per lato, sono presenti nella parte superiore atte a illuminare l'aula. La zona presbiteriale a pianta rettangolare, è di dimensioni ridotte ed è accessibile da un gradino. Nelle tre nicchie poste sulla parete terminante vi sono le statue lignee dei santi Pietro, Marco e Paolo.
La chiesa conserva anche il dipinto della Pietà raffigurante la Madonna accanto al figlio morto e un angelo; l'opera è un lavoro di Carlo Ceresa. Il dipinto olio su tela fu eseguito nel 1640, la qualità dell'opera, testimonierebbe la maturità dell'artista. Raffigura Cristo morto posto su una tavola, dipinto nella levigata classicità  e illuminato da una luce proveniente in basso a sinistra. Accanto a lui il vaso degli oli mentre a destra la Madre vestita on un abito blu scuro che si uniforma con il fondo nero della tela, solo il viso e le mani in preghiera emergono. Il suo volto è di estrema sofferenza. Un putto posto al centro solleva il sudario che avvolge il martire.